# Katerina Papoutsaki
Katerina Papoutsaki, född den 25 januari 1979 i Aten, är en grekisk skådespelerska.

## Roller (i urval)
- (2000) - Aerines Siopes (TV-serie)
- (2000) - Mavro Gala
- (2003) - Pethaino Gia Sena (TV-serie)
- (2004) - I Apli Methodos Ton Trion (TV-serie)
- (2005) - Ayin Karanlik Yüzü

## Fotnoter
1. ↑  Internet Movie Database, IMDb-ID: nm1055963co0047972, läst: 11 januari 2016.[källa från Wikidata]
2. 1 2 3 4 5 6 7  läs online, www.iasmos.net .[källa från Wikidata]
3. ↑  Česko-Slovenská filmová databáze, 2001, ČSFD person-ID: 69366.[källa från Wikidata]